# Edpercivalia harrisoni
Edpercivalia harrisoni är en nattsländeart som beskrevs av Keith A.J. Wise 1982. Edpercivalia harrisoni ingår i släktet Edpercivalia och familjen Hydrobiosidae. Inga underarter finns listade i Catalogue of Life.